# 卡頓伍德 (明尼蘇達州)
卡頓伍德（英語：Cottonwood）是一個位於美國明尼蘇達州萊昂縣的城市。

## 人口
根據2020年美國人口普查的數據，卡頓伍德的面積為2.58平方千米，皆為陸地。當地共有人口1149人，而人口密度為每平方千米445人。